# Lettre d'Amarna EA 2
La Lettre d'Amarna EA 2 est la lettre de la série d'inscriptions amarnienne désignée EA 2, qui est inscrite en écriture cunéiforme montrant la continuation d'une correspondance entre Kadashman-Enlil Ier et Amenhotep III, depuis  EA 1. Cette lettre est connue pour être relative à une demande en mariage. La lettre fait partie d'une série de correspondances de Babylone vers l'Égypte, qui vont de EA 2 à  EA 4 et de EA 6 à EA 14. EA 1 et  EA 5 sont des correspondances de l'Égypte vers la Babylonie,.
La composition de la matière de la tablette sur laquelle est inscrite la lettre est de l'argile prélevée dans l'Euphrate.
Les traductions existantes sont faites par William L. Moran (en 1992) et Liverani (en 1999).
Jean Nougayrol pensait que cette lettre était une lettre d'envoi,. La lettre se lit comme suit (selon la traduction de William L. Moran) :

« Dis à Mimmuwareya, le roi d'Égypte, mon frère : Ainsi Kadašman-Enlil, le roi de Karaduniyaš. Pour moi et mon pays, tout va bien. Pour vous, pour vos femmes, pour vos fils, pour vos magnats, vos chevaux, vos chars, et votre pays tout entier, que tout aille très bien.
Quant à mon frère, il m'a écrit au sujet du mariage en disant : « Je désire ta fille, pourquoi ne l'épouserais-tu pas ? Mes filles sont disponibles, mais leurs maris doivent être un roi ou de sang royal. Ce sont les seuls que j'accepte pour mes filles. Aucun roi n'a jamais donné ses filles à quelqu'un qui ne soit pas de sang royal ».
Vos filles sont disponibles, pourquoi ne m'en avez-vous pas donné ?
...de beaux chevaux...20 bois...d'or...120 shekels...je t'envoie comme cadeau de bienvenue 60 shekels de lapis-lazuli j'envoie comme cadeau de bienvenue de ta sœur,...ma femme »